# Mistrovství světa v boxu 2003
XII. mistrovství světa v boxu proběhlo v Bangkoku, Thajsko ve dnech 6. až 13. července 2003. Organizátorem turnaje mistrovství světa byla Association Internationale de Boxe Amateur (AIBA).

## Česká stopa
Šéftrenér reprezentace: Svatopluk Žáček
Na mistrovství světa startovalo za Česko 5 boxerů:
- −60 kg: Araik Šachbazjan (* 1972) z SKP Sever Ústí nad Labem
- −64 kg: Martin Halaš (* 1980) z SKP Sever Ústí nad Labem
- −75 kg: Tomáš Adámek (* 1980) ze Sportovní školy boxu Hradec Králové
- −81 kg: Rudolf Kraj (* 1977) z BC Gaži Brno
- −91 kg: Pavol Polakovič (* 1974) z BC DTJ Prostějov

## Výsledky
| Muži   | Zlato                    | Stříbro                    | Bronz                        | Bronz                    |
| ------ | ------------------------ | -------------------------- | ---------------------------- | ------------------------ |
| –48 kg | Sergej Kazakov (RUS)     | Cou Š'-ming (CHN)          | Nauman Karim (PAK)           | Harry Tanamor (PHI)      |
| –51 kg | Somjit Jongjohor (THA)   | Jérôme Thomas (FRA)        | Aleksandar Aleksandrov (BUL) | Rustam Rahimov (GER)     |
| –54 kg | Agasi Mammadov (AZE)     | Gennadij Kovaljov (RUS)    | Bahodirjon Sultonov (UZB)    | Detelin Dalakliev (BUL)  |
| –57 kg | Galib Džafarov (KAZ)     | Vitalij Tajbert (GER)      | Čo Sok-hwan (KOR)            | Abdusalom Hasanov (TJK)  |
| –60 kg | Mario Kindelán (CUB)     | Pichai Sayotha (THA)       | Gyula Káté (HUN)             | Martin Dreßen (GER)      |
| –64 kg | Willy Blain (FRA)        | Alexandr Maletin (RUS)     | Tofik Ahmedov (AZE)          | Manus Boonjumnong (THA)  |
| –69 kg | Lorenzo Aragón (CUB)     | Sherzod Husanov (UZB)      | Ruslan Chairov (AZE)         | Andre Berto (USA)        |
| –75 kg | Gennadij Golovkin (KAZ)  | Oleh Maškin (UKR)          | Nikola Sjekloća (SCG)        | Yordanis Despaigne (CUB) |
| –81 kg | Jevgenij Makarenko (RUS) | Magomed Aripgadžijev (BLR) | Aleksy Kuziemski (POL)       | Rudolf Kraj (CZE)        |
| –91 kg | Odlanier Solís (CUB)     | Alexandr Alexejev (RUS)    | Steffen Kretschmann (GER)    | Viktor Zujev (BLR)       |
| +91 kg | Alexandr Povetkin (RUS)  | Pedro Carriónn (CUB)       | Rustam Saidov (UZB)          | Sebastian Köber (GER)    |

## Medailová bilance
V boxu se rozdělilo celkem 11 sad medailí.
| Pořadí | Stát                      |       | Muži    | Muži  | Muži | Celkem |
| Pořadí | Stát                      | Zlato | Stříbro | Bronz |      | Celkem |
| ------ | ------------------------- | ----- | ------- | ----- | ---- | ------ |
| 1.     | Rusko (RUS)               |       | 3       | 3     | 0    | 6      |
| 2.     | Kuba (CUB)                |       | 3       | 1     | 1    | 5      |
| 3.     | Kazachstán (KAZ)          |       | 2       | 0     | 0    | 2      |
| 4.     | Francie (FRA)             |       | 1       | 1     | 0    | 2      |
| 5.     | Thajsko (THA)             |       | 1       | 1     | 1    | 3      |
| 6.     | Ázerbájdžán (AZE)         |       | 1       | 0     | 2    | 3      |
| 7.     | Německo (GER)             |       | 0       | 1     | 4    | 5      |
| 8.     | Uzbekistán (UZB)          |       | 0       | 1     | 2    | 3      |
| 9.     | Bělorusko (BLR)           |       | 0       | 1     | 1    | 2      |
| 10.    | Čína (CHN)                |       | 0       | 1     | 0    | 1      |
| 10.    | Ukrajina (UKR)            |       | 0       | 1     | 0    | 1      |
| 12.    | Bulharsko (BUL)           |       | 0       | 0     | 2    | 2      |
| 13.    | Česko (CZE)               |       | 0       | 0     | 1    | 1      |
| 13.    | Maďarsko (HUN)            |       | 0       | 0     | 1    | 1      |
| 13.    | Pákistán (PAK)            |       | 0       | 0     | 1    | 1      |
| 13.    | Filipíny (PHI)            |       | 0       | 0     | 1    | 1      |
| 13.    | Polsko (POL)              |       | 0       | 0     | 1    | 1      |
| 13.    | Srbsko a Černá Hora (SCG) |       | 0       | 0     | 1    | 1      |
| 13.    | Jižní Korea (KOR)         |       | 0       | 0     | 1    | 1      |
| 13.    | Tádžikistán (TJK)         |       | 0       | 0     | 1    | 1      |
| 13.    | USA (USA)                 |       | 0       | 0     | 1    | 1      |
| Celkem | Celkem                    |       | 11      | 11    | 22   | 44     |